# Bombningen av Dresden

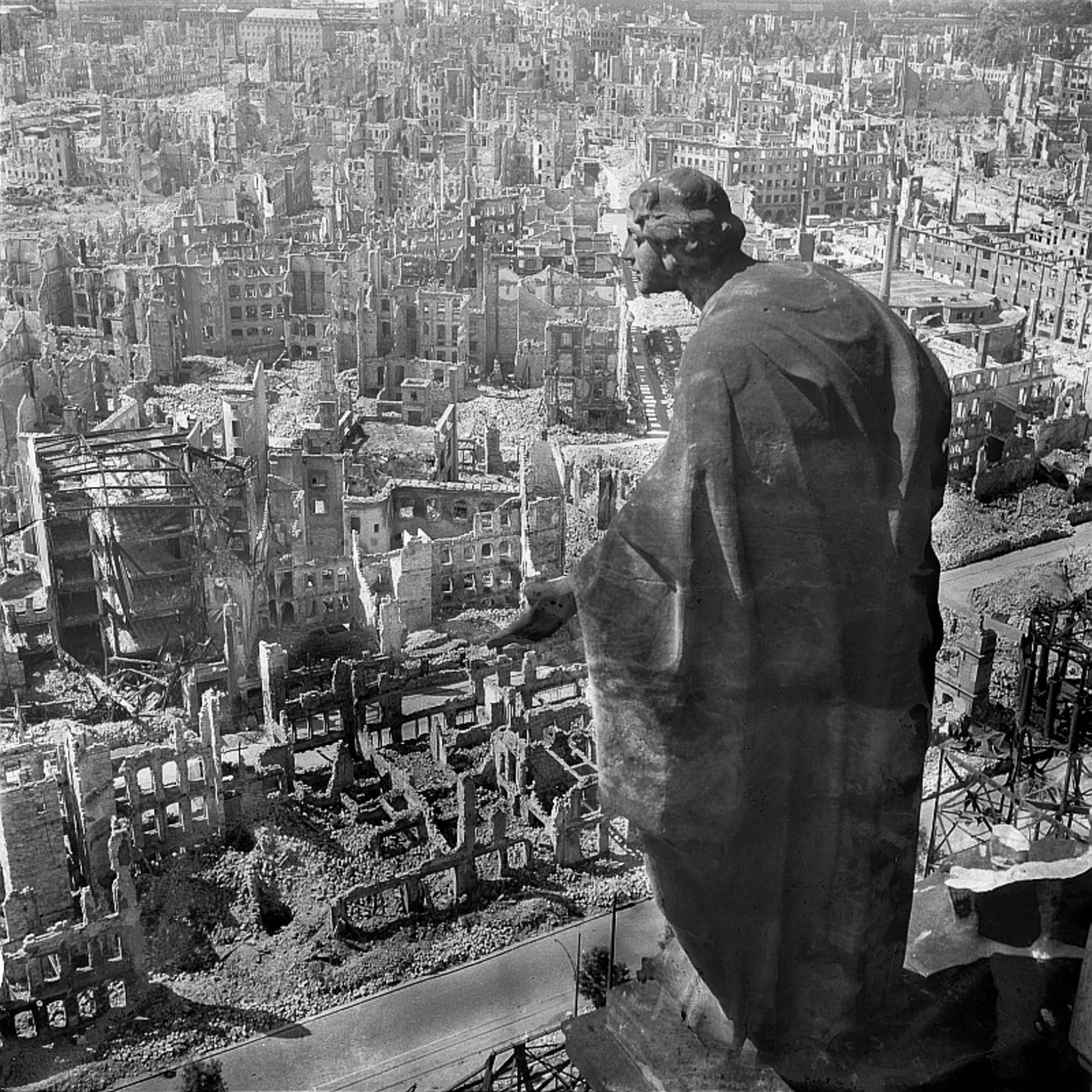
Blick över förstörelsen från Dresdens rådhustorn

Bombningen av Dresden utfördes av brittiska Royal Air Force (RAF) och USA:s arméflygvapen (USAAF) mellan den 13 februari och 15 februari 1945. Sachsens huvudstad Dresden bombades av 772 engelska och 311 amerikanska plan varpå en eldstorm skapades som förstörde 6,5 kvadratkilometer av innerstaden. Antalet omkomna är omtvistat, men angavs 2010 till mellan 22 700 och 25 000 människor.

## Bombningarna

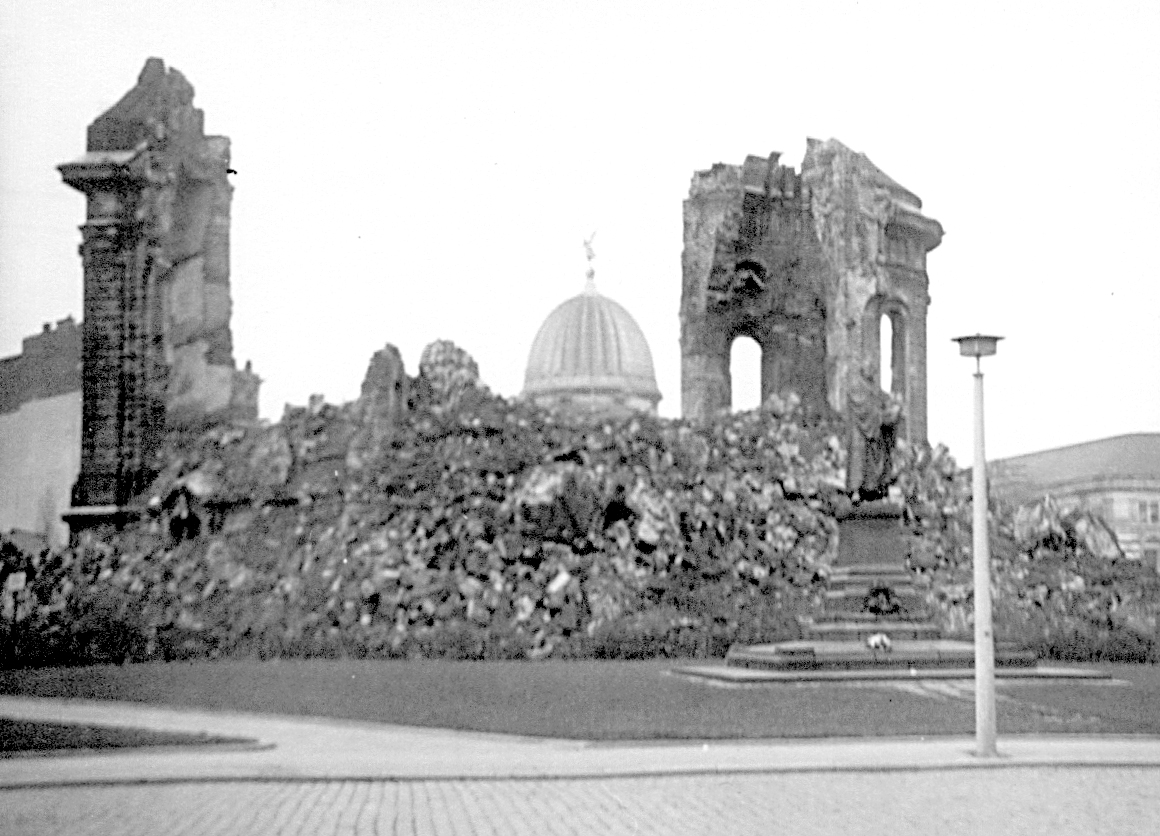
Frauenkirche i ruiner.

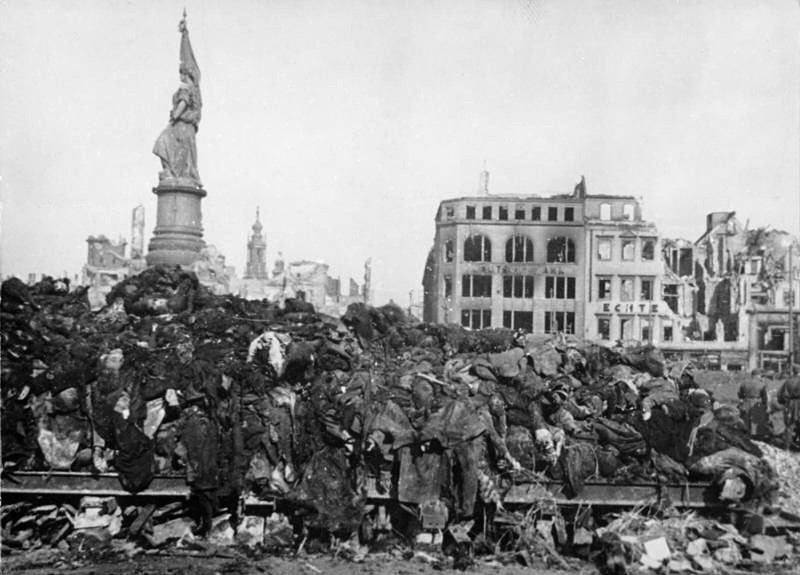
En hög med döda kroppar hopsamlade efter bombningen av Dresden.

Mellan den 7 oktober 1944 och 17 april 1945 bombades Dresden under åtta räder av cirka 2 500 bombplan. Natten mellan den 13 och 14 februari 1945 bombades staden av 772 engelska och 311 amerikanska bombplan med 3 500 ton brandbomber. Man använde den första generationen brandbomber med petroleum, som orsakade brandstormar, medan efterföljande sprängbomber lade staden i aska och grus. Bränderna var så intensiva att människor stående ute på gatan sögs in i brinnande huskroppar.
Utomhustemperaturen i de svårast drabbade delarna steg till 500 grader celsius och bombplansbesättningarna på 4 000 meters höjd kände av värmen i flygplanen. Folk som tog skydd i fontäner och dammar i stadsdelen Altmarkt blev bokstavligt talat kokade levande. Det beräknas att 25 000 människor omkom under bombanfallet. 6 865 kroppar kremerades på Altmarkt den 25 februari. SS-personal från koncentrationslägret Treblinka kallades till Dresden för att ge experthjälp i kremering. Uppskattningarna om antal dödsoffer är vitt spridda: allt ifrån 25 000 människor till som allra mest 253 000 (Eberhard Matthes). Thomas Goodrich uppger antalet dödsoffer till uppemot 300 000 – 375 000 civila; siffran är osäker på grund av det stora antalet flyktingar som hade anlänt från de östra delarna av Tyskland. En yta av 15 kvadratkilometer i staden förstördes helt, däribland 14 000 hem, 72 skolor, 22 sjukhus, 19 kyrkor, 5 teatrar, 50 bank- och försäkringsbyggnader, 31 affärer, 31 storhotell, och 62 administrationsbyggnader. Totalt var 36 kvadratkilometer av staden helt eller svårt sönderbombat.[källa behövs]
Den åldrade författaren Gerhart Hauptmann som kallat Dresden "min ungdoms morgonstjärna" skrev efter förödelsen som han själv upplevt: "Vem som än har glömt hur man gråter, lärde sig det igen under Dresdens förstörelse".

## Antalet dödsoffer
Den mest spridda uppskattningen av antalet dödsoffer härrör från amerikanen Frederick Taylor, den man som efter kriget översatte Joseph Goebbels dagböcker till engelska. Han uppskattade antalet dödsoffer till mellan 25 000 och 35 000, en uppskattning som stämmer någorlunda väl med den kommission som år 2010 fastslog att mellan 22 700 och 25 000 människor dog i bombningarna.

### Andra uppgifter
Det förekommer dock uppgifter om mycket högre siffror. Den svenske historikern J. Alvar Schilén stannar 1983 vid siffran 100 000 dödsoffer.
Eberhard Matthes, efter kriget överstelöjtnant i Bundeswehr, var vid tiden för bombningarna förste generalstabsofficer i Försvarsområde Dresden. Enligt hans uppgifter, lämnade efter kriget, hade man några veckor efter bombningarna "helt identifierat" 35 000 kroppar och "delvis identifierat" 50 000 kroppar. Vidare hade man omhändertagit 168 000 kroppar "som inte längre kunde identifieras". Den totalsumma som alltså Matthes lämnat uppgår till 253 000 döda.
De motstridiga uppgifterna om antalet dödsfall har skapat grogrund för spekulationer och propaganda, vilket bidragit till att staden Dresden år 2005 bad en kommission med bland andra Rolf-Dieter Müller (forskningsledare vid Bundeswehr) och Götz Bergander att gå igenom och värdera tillgängliga källor och uppgifter. Redan år 2007 fastslog kommissionen att antalet döda var ungefär 25 000 med en möjlig marginal på 20 procent uppåt och att den så kallade "Matthes-Bericht" är en "Falschaussage" (falsifikation, desinformation) med överdrivna uppgifter tillkommen med taktiska och politiska syften. Kommissionen slutförde sitt arbete 2010 och fastslog att mellan 22 700 och 25 000 människor dog i bombningarna.

### Reaktioner
När bombningarna blev kända gav i synnerhet pressen i det neutrala Portugal uttryck för upprördhet, där till exempel Lissabontidningen A Esfera skrev:
Sachsens huvudstad som genom sina storartade konstverk var beundrad över hela världen var full av kvinnor och barn som flytt österifrån undan den bolsjevikiska vågen. Dresden var en av de mest berömda och på kulturhistoriska minnen rikaste städerna i världen. Den var. Den är inte mer. Bolsjevikerna behövde inte marschera in i Dresden. Det var inga barbarer som förstörde Dresden. Det var engelska flygare som förvandlade staden till ruiner.
De påstådda höga siffrorna i förlorade människoliv har givit genomslag även i litterära verk:
"Ni brände ner hela stället, gjorde det till en enda pelare av eld. Fler människor dog där, i den där eldstormen, än vad som dog i Hiroshima och Nagasaki tillsammans." – Kurt Vonnegut i Slakthus 5.

## Vikt som strategiskt mål

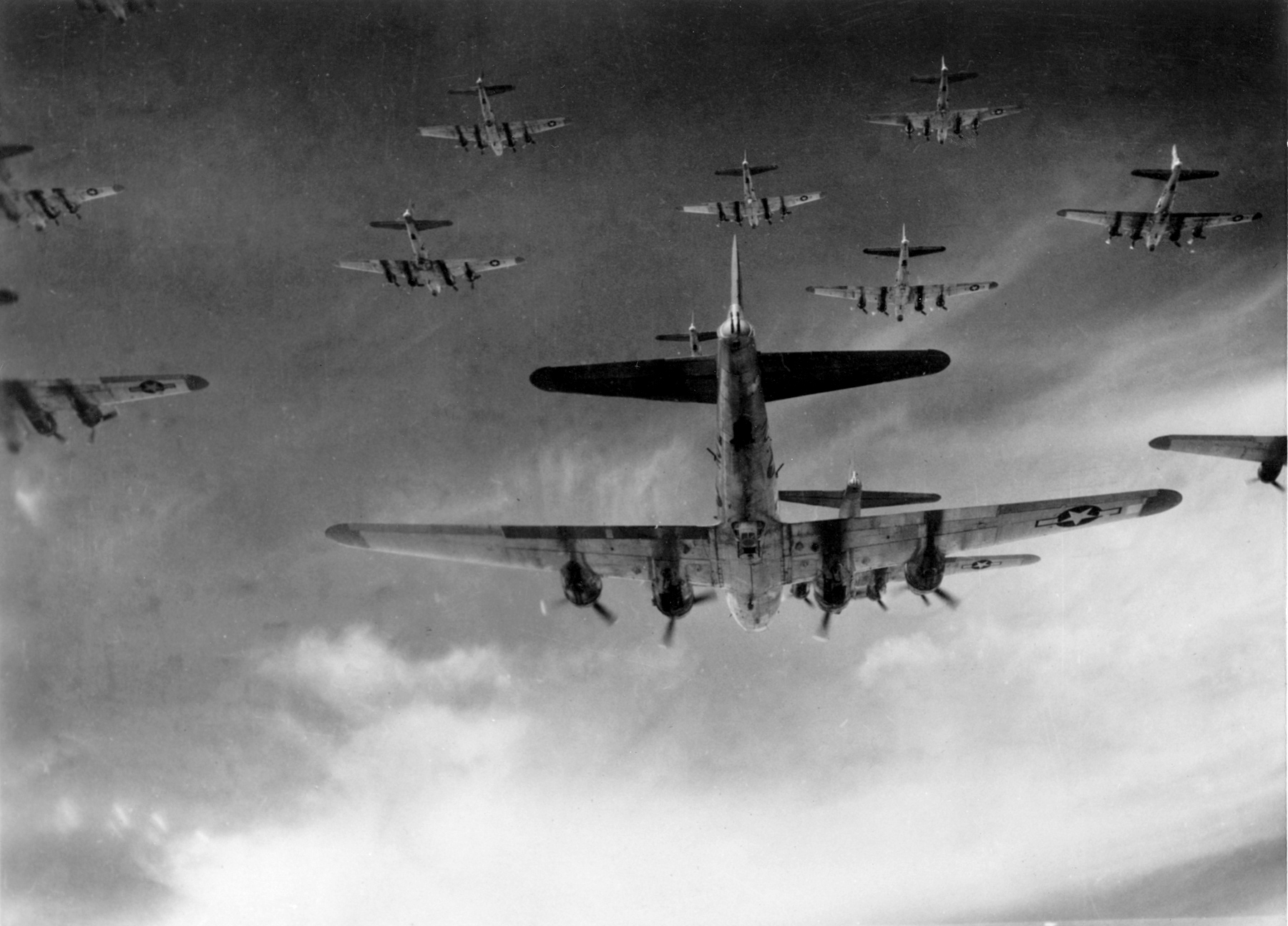
Boeing B-17 Flying Fortress flygande i formation i luften över Tyskland 1945.

I staden fanns fabriker som Zeiss Ikon som tillverkade optiska riktmedel till kanoner och bombsikten samt kameror för fotospaning. Zeiss-Ikon hade vid denna tidpunkt 10 000 arbetare och majoriteten var slavarbetare: judar, krigsfångar samt tvångsförflyttade från Sovjetunionen. Radio-Mende (senare Nordmende) tillverkade radar- och radioutrustning samt tidrör till Wehrmacht och Luftwaffe med flera. Sachsenwerk som innan kriget gjorde bland annat elektriska hushållsprodukter och motorer gjorde elektronikprodukter till Luftwaffe och V1 och V2-raketer. I Dresden fanns även industrier för tillverkning av tyg som kunde användas på säten i lastbilar som i sin tur fraktade luftvärnskanoner.

## Återuppbyggnaden

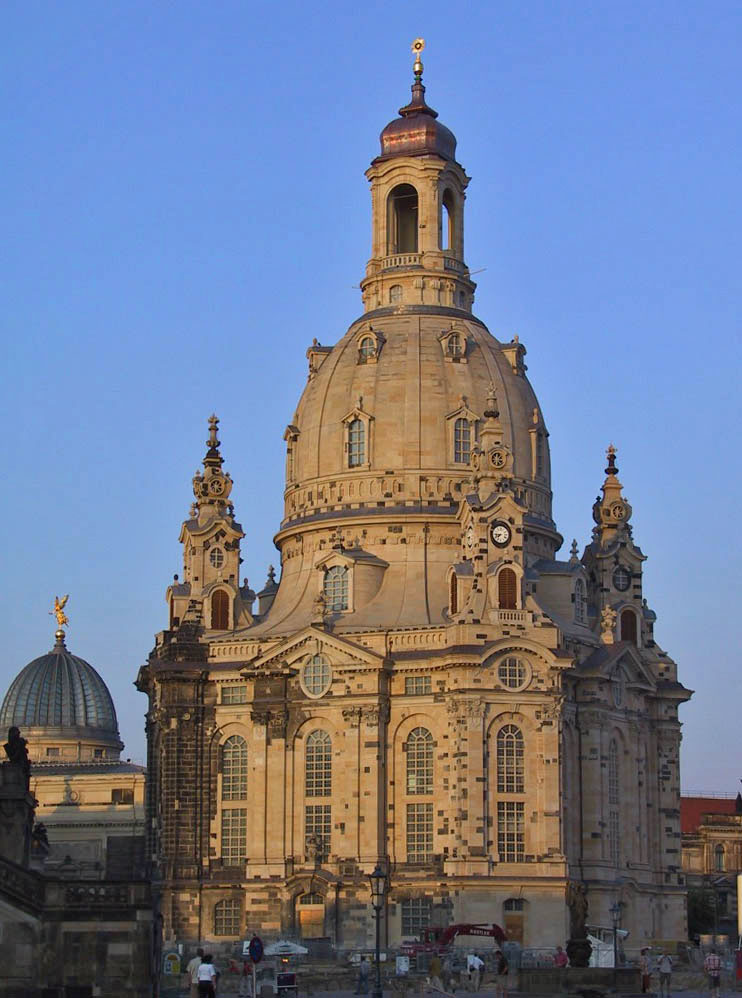
Frauenkirche, 2004.

Redan 1945 påbörjades arbetet med att rensa ruinerna. Arbetet utfördes för hand där bland annat tegel återanvändes för nya byggnader. Enkla spår lades ut för att kunna transportera ruinrester. 1946 presenterades den första återuppbyggnadsplanen. Flera historiska byggnaderna har efter hand återuppförts, bland annat Zwinger, Residenzschloss och Semperoper, som kunde återinvigas 1985. Efter omfattande arbeten sedan början av 1990-talet kunde Frauenkirche återinvigas den 30 oktober 2005.
Samtidigt valde DDR-regeringen att riva och inte återuppföra kyrkor och äldre hus (Bürgerhäuser). Ideologiska skäl med en vilja att forma Dresden som en socialistisk mönsterstad i modernistisk stil styrde utvecklingen. Istället kom byggnader i modernistisk stil att byggas, bland annat Kulturpalatset samt området mellan Alter Markt och Dresdens centralstation.
Vid Tysklands återförening i oktober 1990 blev Dresden huvudstad i förbundslandet Sachsen och har vuxit i betydelse som turiststad. Stadens återuppbyggnad har fortsatt men med större anknytning till ursprunglig bebyggelse, där efter 1990 flera nya byggnader anpassats till de gamla husen eller där gamla husfasader återskapats.

## Debatt
Huruvida Dresden var ett legitimt mål har debatterats. Tiotusentals fördrivna tyskar, bland annat från Schlesien i nuvarande Polen och Sudetenland i norra Böhmen, befann sig i Dresden i februari 1945 då staden sysselsatte tusentals slavarbetare från hela Europa som tillverkade krigsmateriel av alla de slag. Krigsmateriel tillverkades såväl i stora fabriker kring järnvägsstationen som i källare i centrala stadsdelar.
Ödeläggelsen av Dresden var en kontroversiell aktion av de allierade under andra världskriget, och har i historisk forskning karakteriserats som förintelseanfall.

## Populärkultur
- Handlingen i Kurt Vonneguts Slakthus 5 är delvis förlagd till Dresden under bombningarna.
- Filmen Dresden handlar om bombningen av staden.
- Bombningen skildras i Horst Bieneks roman Erde und Feuer 1982 ("Jord och eld", 1984).